# Acromyrmex ambiguus
Acromyrmex ambiguus é uma espécie de inseto do gênero Acromyrmex, pertencente à família Formicidae.